# Aurel Halic
Aurel Halic (n. 7 august 1859, Bârsa, Arad, România – d. 1923) a fost un medic român, delegat la Marea Unire de la Alba Iulia, organismul legislativ reprezentativ al tuturor românilor din Transilvania, Banat și Țara Ungurească, cel care a adoptat hotărârea privind Unirea Transilvaniei cu România, la 1 decembrie 1918.

## Date biografice și familie
Aurel Halic s-a născut pe data de 7 august 1859 în comuna Bârsa din județul Arad de astăzi. A fost fiul lui Zaharia Halic, preot în localitate și participant în Marea Adunare Națională. Aurel Halic a avut un fiu pe nume Zeno. După ce acesta și-a pierdut viața, doctorul Halic îl aduce la Lipova pe nepotul său, Zaharia Matcău, pe care îl educă.
Aurel Halic se stinge din viață în anul 1923, la vârsta de 63 de ani. În Voința Banatului (1923), nr. 31, se poate găsi discursul pe care Sever Bocu l-a ținut după moartea lui Aurel Halic: cuprins de adâncă emoție îmi iau rămas bun de la neuitatul meu prieten, dr. Halic. Cu el dispare încă unul din tot mai rarii reprezentanți ai penultimei generații cu care încheiem și o epocă și o istorie milenară. El purta pe figura sa viguroasă, tenace, aspră și totuși de o covârșitoare simpatie, toată marca acelei epoci de românism convins, intransigent.

## Studii
Aurel Halic a urmat studiile primare în comuna natală, Bârsa, apoi la Liceul de Stat din Arad, luându-și bacalaureatul în anul 1879. Mai târziu a urmat cursurile de medicină de la Universitatea din Budapesta, unde va primi titlul și diploma de doctor în anul 1889.  

## Viața și activitatea
A lucrat ca medic în orașul Lipova, comitatul Timiș, între anii 1890-1920, consultând gratuit pe cei cu o situație materială precară. A rămas medic la circumscripția din Lipova până în anul decesului său, 1923. În anul 1906 a ajutat la organizarea noului spital din oraș. A fost membru al Societății Petru Maior și al Societății pentru fond de teatru românesc. A găzduit în locuința sa activitățile desfășurate de Casina Română. Aurel Halic a cunoscut personalități precum Vasile Goldiș, Aurel Vlaicu, Victor Babeș, Ștefan Cicio Pop, Sever Bocu, Ioan Slavici, Ioan Suciu, Lucian Blaga și George Coșbuc.

## Activitatea politică
Ca deputat în Adunarea Națională din 1 decembrie 1918, Aurel Halic a fost delegat din partea Cercului electoral Lipova. A fost medic la Șiștarovăț, Arad, apoi la Lipova fiind și activist al Astrei, considerat membru pe viață al acestei asociațiuni, din cadrul despărțământului Lipova, înființat de el însuși în data de 3/16 martie 1900.
Într-o scrisoare adresată de Vasile Goldiș, acesta spune următoarele lucruri despre Aurel Halic: Epistola d-tale din Lipova, din data de 10 martie 1900 mi-a făcut multă bucurie. Mai întâi pentru aceia, fiindcă am văzut că d-voastră, dimpreună cu bunii români din Lipova vă interesați de afacerile politice.
Marile figuri ale vremii îl omagiază în scrierile lor, Ioan Slavici făcând-l erou de roman pe Halic: astfel memoria doctorului Halic va triumfa necontenit în spiritul românesc de peste veacuri.